# Mullvalds änge naturreservat
Mullvalds änge naturreservat är ett naturreservat i Ardre socken i  Region Gotland på Gotland.
Området är naturskyddat sedan 2024 och är 4 hektar stort. Reservatet består av en slåtteräng och betesmark. 